# Sydney White
Sydney White (bra: Ela e os Caras; prt: Uma Caloira. Sete Paspalhões) é um filme estadunidense de 2007, do gênero comédia romântica, dirigido por Joe Nussbaum.
Depois do sucesso do filme A Nova Cinderela, apresentado em 2004 pela Warner Bros., a Universal Studios realizou Sydney White, que foi filmado perto de Orlando desde 14 de fevereiro de 2007.[carece de fontes?]

## Sinopse
Sydney White vai para a Universidade Atlântico Sul, e quer entrar para a Capa-Fi-Nu, irmandade da qual sua mãe também participou. Durante as atividades da iniciação, Sydney descobre que essa irmandade não é como ela esperava, especialmente graças à sua nova inimiga, a rainha da irmandade e presidente do conselho estudantil Rachel Witchburn.
Banida da Capa, Sydney vai morar no Vortex (casa daqueles considerados os nerds ou os que sobram), uma casa  prestes a ser demolida. Ela procura, juntamente com os sete garotos excluídos e moradores do Vortex, um meio de salvar essa casa. Com a ajuda de um belo garoto chamado Tyler Prince, ela e os garotos realizam uma campanha para controlar o corpo estudantil da universidade. Lutando para revolucionar o sistema, Sydney organiza sua gangue para que eles possam ter sua própria voz e seus direitos de uma vez por todas.[carece de fontes?]

## Elenco
- Amanda Bynes .... Sydney White
- Matt Long .... Tyler Prince
- Sara Paxton .... Rachel Witchburn
- John Schneider .... Paul White
- Crystal Hunt .... Demetria Rosemead "Dinky" Hotchkiss
- Jeremy Howard .... Terrance
- Danny Strong .... Gurkin
- Samm Levine .... Spanky
- Adam Hendershott .... Jeremy
- Jack Carpenter .... Lenny
- Donté Bonner .... Embele
- Arnie Pantoja .... George

## Crítica
Sydney tem recepção média ou mista por parte da crítica profissional. Com a pontuação de 36% em base de 83 avaliações, o Rotten Tomatoes chegou ao consenso: "Amanda Bynes é encantadora, mas Sydney White é uma tomada mal adaptado de Branca de Neve, contando com estereótipos étnicos cansados ri". Por comparação, no Metacritic a pontuação é de 45% baseada de 21 críticas.